# Edjeleh
Edjeleh é uma vila na comuna de In Amenas, no distrito de In Amenas, província de Illizi, Argélia, localizada perto da fronteira com a Líbia. É o local de um relevante campo de petróleo.